# Chiuvone
Der Chiuvone (auch Scopamène genannt) ist ein Fluss in Frankreich, der im Département Corse-du-Sud auf der Insel Korsika verläuft. Sein Quellbach Ruisseau de Frauletu entspringt am Plateau du Coscione, im Regionalen Naturpark Korsika, an der Gemeindegrenze von Serra-di-Scopamène und Zicavo. Er entwässert generell in südwestlicher Richtung und mündet nach rund 24 Kilometern an der Gemeindegrenze von Cargiaca und Zoza als rechter Nebenfluss in den Rizzanese.

## Orte am Fluss
- Aullène
- Zérubia
- Cargiaca